# (6152) Empedocles
(6152) Empedocles ist ein Asteroid des Hauptgürtels, der am 3. April 1989 vom belgischen Astronomen Eric Walter Elst am La-Silla-Observatorium (IAU-Code 809) der Europäischen Südsternwarte in Chile entdeckt wurde.
Der Himmelskörper wurde nach dem antiken griechischen Philosophen, Naturforscher, Politiker, Redner und Dichter Empedokles (* um 495 v. Chr.; † um 435 v. Chr.), der als Vorsokratiker vom Gedankengut bedeutender Strömungen seiner Zeit beeinflusst war, und dessen Vier-Elemente-Lehre das naturwissenschaftliche Weltbild der Antike maßgeblich prägte und bis ins 19. Jahrhundert auch die Medizin beeinflusste.